# Pierre Sage
Pour les articles homonymes, voir Sage.
Pierre Sage, né le 5 mai 1979 à Lons-le-Saunier (Jura), est un entraîneur de football français. 
Après des expériences dans différents clubs français, le plus souvent au poste d'adjoint, il occupe le poste d'entraîneur de l'Olympique lyonnais de novembre 2023 à janvier 2025.

## Biographie

### Débuts
Au cours de sa carrière, Pierre Sage occupe diverses fonctions managériales dans le monde du football. Il a un temps été gardien de but du CS Belleysan (club basé à Belley) puis se reconvertit progressivement.
En juillet 2001, il est directeur sportif du CS Belleysan. Pendant la saison 2002-2003, il est recruteur à La Berrichonne de Châteauroux, puis directeur sportif à l'US Oyonnax pendant la saison 2003-2004[réf. souhaitée].
De 2007 à 2012, il occupe les fonctions de directeur sportif à Bourg-en-Bresse 01, où il restructure le club et ouvre des catégories jeunes alors que l'équipe senior accède à la Ligue 2.
Du 19 février 2013 à juin 2013, il assure des fonctions de manager au SO Chambéry, rejoint ensuite l'académie Aspire (en) au Qatar, avant de revenir en France, au FC Annecy où il est l'adjoint d'Hélder Esteves chez les U19 pendant la saison 2015-2016. Il passera ensuite par le CS Sedan et l'US Annecy-le-Vieux avant de rejoindre Karim Mokeddem, qu'il assiste sur le banc de Lyon-La Duchère pendant la saison 2018-2019, où le club réalise les meilleurs résultats de son histoire.
Il est ensuite recruté par l'Olympique lyonnais pour entraîner les jeunes de 2019 à 2022. Sa première expérience lyonnaise se termine quand il signe au Red Star en janvier 2022. Il y exerce le rôle d'assistant d'Habib Beye. À l'issue de la saison 2022-2023, il retourne à l'OL pour occuper le poste de directeur du centre de formation[réf. souhaitée].

### Olympique lyonnais

#### Saison 2023-2024
Le 30 novembre 2023, il devient entraîneur par intérim de l'équipe première afin de remplacer Fabio Grosso, fraîchement mis à pied. Il est apprécié pour sa pédagogie, mais aussi son sens tactique. Les observateurs relèvent que l'équipe est « beaucoup plus [entreprenante] que depuis le début de cette saison ». Le 2 décembre 2023, lors de son premier match face au RC Lens (14e journée de Ligue 1), la prestation de l'équipe est jugée encourageante, même si le match se solde par une énième défaite. L'OL joue ensuite l'Olympico, match comptant pour la 10e journée qui avait été reporté (défaite 3-0). Puis, de la 15e à la 17e journée, l'équipe menée par Pierre Sage enchaîne trois victoires d'affilée avant la trêve hivernale : d'abord face à Toulouse (3-0), qui est la première victoire du club à domicile depuis mai 2023, puis sur la pelouse de l'AS Monaco (0-1), et enfin à domicile face au FC Nantes (1-0). Au soir du 20 décembre, l'équipe n'est plus relégable et la presse souligne, au-delà des aspects tactiques, la capacité de Sage à remobiliser le vestiaire lyonnais,.
En janvier 2024, lui et son staff signent une prolongation de contrat jusqu'à la fin de la saison. Initialement intérimaire, Pierre Sage devient donc entraîneur principal de l'OL jusqu'en juin 2024, et assure pour la première fois ce rôle d'entraîneur principal, lui qui avait déjà assuré l'intérim d'une équipe première en 2013 à Chambéry. Pour la première rencontre de l'année, son équipe s'impose 3-0 face à Pontarlier puis enchaîne avec une victoire 2-1 face à Bergerac, résultats qualifiant l'OL pour les huitièmes de finale de Coupe de France. Les Lyonnais tombent alors sur un tirage difficile en affrontant le LOSC, mais parviennent finalement à s'imposer 2-1 avec une équipe remaniée par l'entraîneur. En effet, ce dernier réalise des choix forts en titularisant notamment Rayan Cherki et Gift Orban, les deux étant décisifs. Lyon réalise de bonnes prestations en Ligue 1 avec une très bonne série de cinq victoires de suite, dont quatre en championnat. Ils l'emportent contre des concurrents directs comme Metz, mais également face à des équipes de première partie de tableau comme Nice ou Marseille, ce qui permet aux lyonnais de remonter à la 10e place du classement à la fin du mois de février. Après sa victoire face à Valenciennes 3-0 en demi-finale, son équipe se qualifie en finale de Coupe de France pour la première fois depuis 2012.

#### Saison 2024-2025
Le 1er juillet 2024, il est annoncé que Pierre Sage va signer un contrat de deux ans avec l'Olympique lyonnais, soit jusqu'en juin 2026,. Après trois jours sans entraîneur officiel, le club nomme Pierre Sage à ce poste pour deux saisons, avec une option jusqu'en juin 2027, après l'obtention de son BEPF via une VAE,,. « On se doit d'écrire l'histoire de notre club » annonce l'entraîneur jurassien à la suite de la prolongation de son contrat.
Le 27 janvier 2025, après plusieurs résultats décevants dont notamment l'élimination en seizième de finale de Coupe de France par le FC Bourgoin-Jallieu, le journal L'Équipe annonce que Pierre Sage est écarté de son poste d'entraîneur. Le lendemain, l'Olympique lyonnais annonce qu'il est « contraint de dispenser d’activité son entraîneur » ainsi que plusieurs membres du staff tels que Jamal Alioui et Rémy Vercoutre,,.
Remercié par John Textor, Pierre Sage est remplacé par le technicien portugais Paulo Fonseca. Pourtant, un mois après la rupture du contrat, la transaction financière finale n'est toujours pas actée entre l'ex-entraîneur de l'OL et le club. Il faudra pour cela passer par le conseil de prud'hommes.

### RC Lens
Le 3 juin 2025, il est nommé entraîneur du Racing Club de Lens où il s'engage jusqu'en 2028.

## Statistiques
| Club               | Début            | Fin             | Résultats | Résultats | Résultats | Résultats | Résultats |
| Club               | Début            | Fin             | M         | V         | N         | D         | V. %      |
| ------------------ | ---------------- | --------------- | --------- | --------- | --------- | --------- | --------- |
| SO Chambéry        | 19 février 2013  | juin 2013       | 13        | 7         | 3         | 3         | 53,85     |
| Olympique lyonnais | 30 novembre 2023 | 28 janvier 2025 | 56        | 33        | 9         | 14        | 58,93     |
| Total              | Total            | Total           | 69        | 40        | 12        | 17        | 57,97     |